# Azarael Avi Aazari
Azarael Avi Aazari (Azarael Avi Agri) (15. század) egri rabbi. Egy 1420-ban keletkezett kéziratos zsoltároskönyv végére az év minden napjára dicséretet és éneket írt. Ez a pergamenre írt könyv a Vatikáni Apostoli Könyvtárban maradt fenn.